# Composizione della Camera dei deputati
La composizione della Camera dei deputati Italiana nelle diverse legislature:
- Composizione dell'Assemblea Costitutente (1946-48)
- Composizione della Camera dei deputati nella I legislatura (1948-53)
- Composizione della Camera dei deputati nella II legislatura (1953-58)
- Composizione della Camera dei deputati nella III legislatura (1958-63)
- Composizione della Camera dei deputati nella IV legislatura (1963-68)
- Composizione della Camera dei deputati nella V legislatura (1968-72)
- Composizione della Camera dei deputati nella VI legislatura (1972-76)
- Composizione della Camera dei deputati nella VII legislatura (1976-79)
- Composizione della Camera dei deputati nella VIII legislatura (1979-83)
- Composizione della Camera dei deputati nella IX legislatura (1983-87)
- Composizione della Camera dei deputati nella X legislatura (1987-92)
- Composizione della Camera dei deputati nella XI legislatura (1992-94)
- Composizione della Camera dei deputati nella XII legislatura (1994-96)
- Composizione della Camera dei deputati nella XIII legislatura (1996-2001)
- Composizione della Camera dei deputati nella XIV legislatura (2001-06)
- Composizione della Camera dei deputati nella XV legislatura (2006-08)
- Composizione della Camera dei deputati nella XVI legislatura (2008-2013)
- Composizione della Camera dei deputati nella XVII legislatura (2013-2018)
- Composizione della Camera dei deputati nella XVIII legislatura (2018-2022)
- Composizione della Camera dei deputati nella XIX legislatura (dal 2022)